# Cicia lata
Cicia lata är en fjärilsart som beskrevs av Eugène Louis Bouvier 1927. Cicia lata ingår i släktet Cicia och familjen påfågelsspinnare. Inga underarter finns listade i Catalogue of Life.